# Madame Bovary
Madame Bovary er en roman af den franske forfatter Gustave Flaubert. Den udkom i 1857 og er en af de største realistiske romaner. Den var genstand for en af litteraturhistoriens mest berygtede retssager: Hans skildring af utroskab blev betragtet som anstødelig og til fare for den offentlige moral, og Flaubert måtte forsvare sit værk i retssalen. Han blev frifundet.

## Handling
Romanen handler om den unge franske kvinde Emma Bovary. Hun bliver gift som ung med den nyuddannede læge Charles Bovary. (Navnet er afledet af bovin, det franske ord for "kvæg".) Hun fortryder snart, at hun gav ham sit ja, fordi hun kan se frem til et kedeligt middelklasseliv i provinsen. Madame Bovary drømmer om en luksuriøs og eventyrlig tilværelse i overklassen. Denne jagt på luksus og eventyrlig kærlighed bliver hendes undergang.
Emma har forlæst sig på romantisk litteratur, og gifter sig derfor med den første og den bedste, der kommer forbi; nærmest for at der skal ske noget. Dr. Bovary er da også overlykkelig for sin kønne unge kone. Efter at deres datter Berthe er kommet til verden, er fru Bovary klar over, at det her ikke er lige, hvad hun drømte om. Med sin ungdom, energi og livslyst slår hun så til, da den lokale godsejer, Rodolphe, viser interesse for hende. Hun planlægger, at de sammen skal flygte ud i verden; men han får kolde fødder og svigter hende. Syg af raseri oplever fru Bovary hallucinationer, men kommer til hægterne igen og indleder et forhold til en ung sagfører. Men hendes behov for smukke kjoler og ejendele medfører, at hun sætter sig i bundløs gæld, og ikke ser anden udvej end at indtage en dødelig dose arsenik. Når hun tager sit liv, er grunden hovedsagelig, at der ikke er flere penge at opdrive, og et liv i fattigdom og forsagelse er ikke noget for fru Bovary. Sine elskere har hun gennemskuet i deres fejhed og banale selvoptagethed. De er ikke værd at dø for.
Bogen kan læses som samfundskritik, ægteskabsanalyse, kærlighedsroman, kvindeportræt, sygejournal (hysteri) og som filmmanus. Den blev filmatiseret af Jean Renoir i 1934 med Valentine Tessier som Emma; en tysk version fra 1937 med Pola Negri i rollen; og endelig lavede Claude Chabrol en nyindspilning med Isabelle Huppert i 1991. 

## Virkelighedens Madame Bovary
Flaubert blev spurgt om den levende model for romanen og skal have svaret: "Madame Bovary, c’est moi." (Madame Bovary, det er mig). Det modsiges af hans egen påstand om, at "ingen steder må forfatteren give udtryk for sin egne følelse eller opfattelse". I virkeligheden var der tre kvinder med i spillet.
Den ene var Flauberts yngre søster Caroline. Svagelig, følsom og kærlig blev hun tidligt gift og døde i barselseng, kun 22 år gammel. Flaubert var lammet af sorg over tabet, men da hun skulle begraves, nåede han at få taget en gipsafstøbning af hendes ansigt. Den dannede udgangspunkt for en marmorbuste i naturlig størrelse, der stod i værelset i alle de år, hvor han skrev Madame Bovary. Til sin elskerinde i Paris skrev han om kvinders ulykkelige stilling: "Det er den verden, jeg befinder mig i for øjeblikket. Du kommer til at se, hvor dybt jeg går ned i følelsernes brønd."
En anden med indflydelse på romanen var Flauberts elskerinde, Louise Pradier, som var gift med den velstående billedhugger James Pradier, en mand på hendes fars alder. Hun levede i luksus og holdt en berømt salon i sit hjem på Quai Voltaire. Hendes fester var berømte; et højdepunkt var en parade af græske guder og gudinder, med fru Pradier selv som Venus i en gennemsigtig tunika holdt sammen af en stor diamantbrosche. I modsætning til fru Bovary fik fru Pradier levet sine lidenskaber ud; men hendes mand blev træt af hendes enorme pengeforbrug og promiskuitet og smed hende ud. Flaubert var fascineret af "faldne" kvinder – både erotisk og kunstnerisk – og beskrev Louise som "et helt orkester af kvindelige følelser'". Som en af hendes mange elskere lånte han mange detaljer til sin roman fra et upubliceret manuskript om fru Pradiers udsvævende og ulykkelige liv.
Den tredje og mest kendte kvinde, Flaubert lånte træk fra til romanen, er Delphine Delamare, født Delphine Couturier, fra landsbyen Ry uden for Rouen. Hun døde i 1848 i en alder af 27, og det forlød, at det var selvmord. I 1990 blev der sat en mindeplade op for hende med ordene "Madame Bovary" skrevet nedenunder. I en stor lade er der en udstilling med scener fra fru Bovarys liv. Landsbyen Ry passer dog meget dårligt til romanens beskrivelse af fru Bovarys hjemsted. Ligesom Emma Bovary havde Delphine Delamare en godtroende ægtemand, en serie elskere og smag for dyre kjoler, der satte hende i dyb gæld. Hun var i modsætning til fru Pradier ikke køn, men blev bemærket for sin smukke stemme og sit forheksende blik. Selv insisterede Flaubert på, at romanen var ren fiktion; men 22. november 1890 skrev journalisten Georges Dubosc en artikel, La véritable Madame Bovary, i Le Journal de Rouen, hvori han pegede på lighedspunkterne mellem fru Delamares skæbne og handlingen i Flauberts roman.
Ifølge Raoul Brunon, grundlægger af musée Flaubert et d'histoire de la médecine og forfatter af À propos de Madame Bovary (Girieud, Rouen, 1907), var Delphine Couturier model for Joseph-Désiré Court, der også havde malet portrætter af familien Flaubert.